# Выступовичи
Выступо́вичи (укр. Виступо́вичі) — село в Коростенском районе Житомирской области Украины. До 2020 года находилось в Овручском районе, ныне упразднённом.

## История
Основано в 1475 году.
В ходе Великой Отечественной войны село находилось под немецкой оккупацией.
После провозглашения независимости Украины село оказалось на границе с Белоруссией, здесь был оборудован таможенный пост и пункт перехода «Выступовичи», который находится в зоне ответственности Житомирского пограничного отряда Северного регионального управления ГПСУ.
Население по переписи 2001 года составляло 80 человек.
Во время вторжения России на Украину в 2022, с февраля по март, Выступовичи были единственным населённым пунктом на севере Житомирской области, который был оккупирован Вооружёнными Силами России. Линия фронта прошла севернее соседнего населённого пункта — Думинского. Также она прошла и мимо Рудни. Село было освобождено Украиной в конце марта-начале апреля.

## Известные люди
В селе родились:
- Антон Фрайман — советский историк.
- Виктор Муженко — украинский военный деятель, генерал Армии Украины.
- Дубовик Иван Корнеевич — ученый, агроном.

## Адрес местного совета
11111, Житомирская область, Овручский район, с. Рудня, Школьная улица, 24.